# Guy's Cliffe
Guy's Cliffe est un manoir au bord de l'Avon entre Warwick et  Old Milverton dans le Warwickshire, en Angleterre. Il est  tombé en ruine au XXe siècle.

## Images

Le manoir vu  de la rive nord de la rivière  (2008)
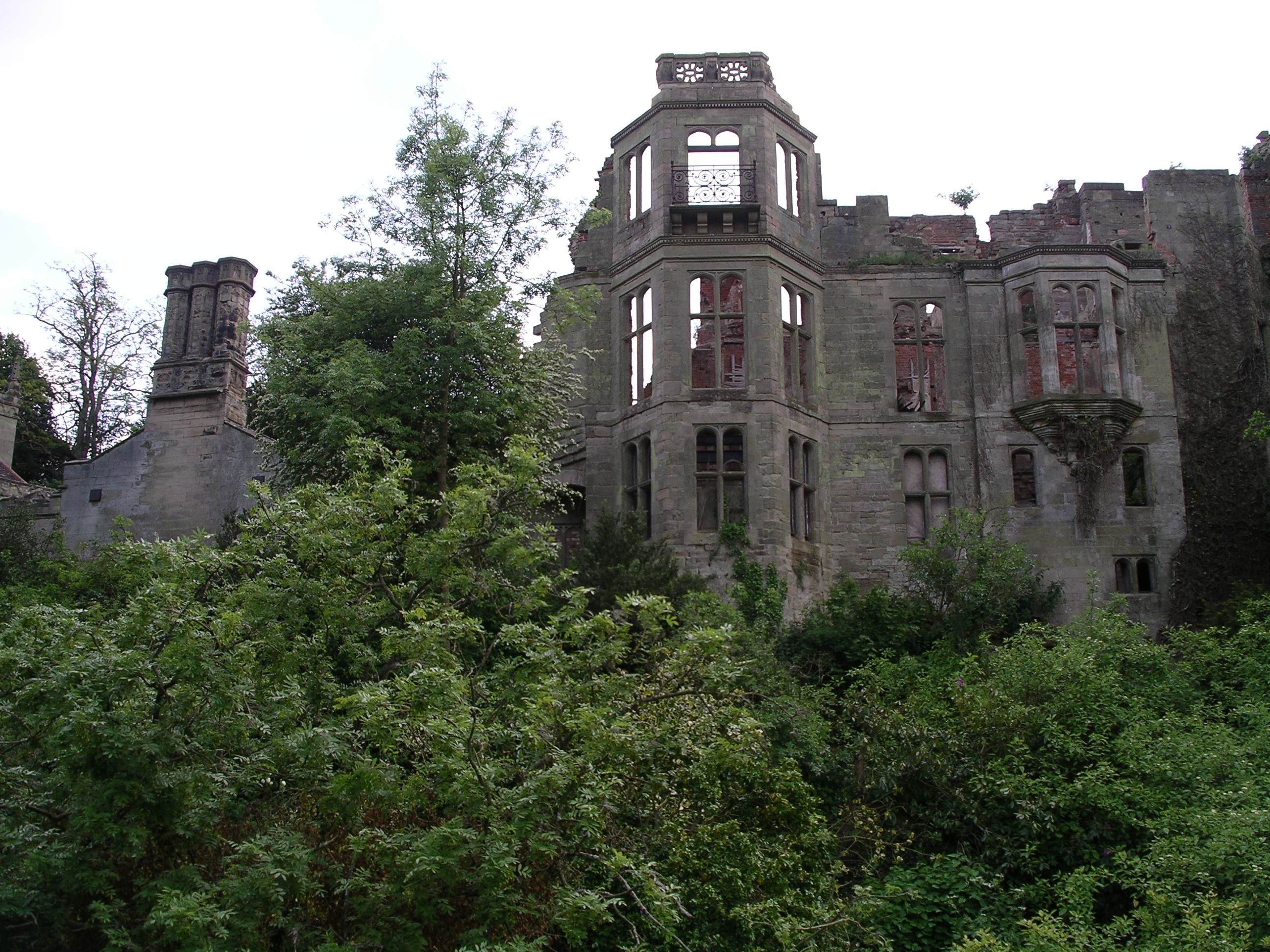
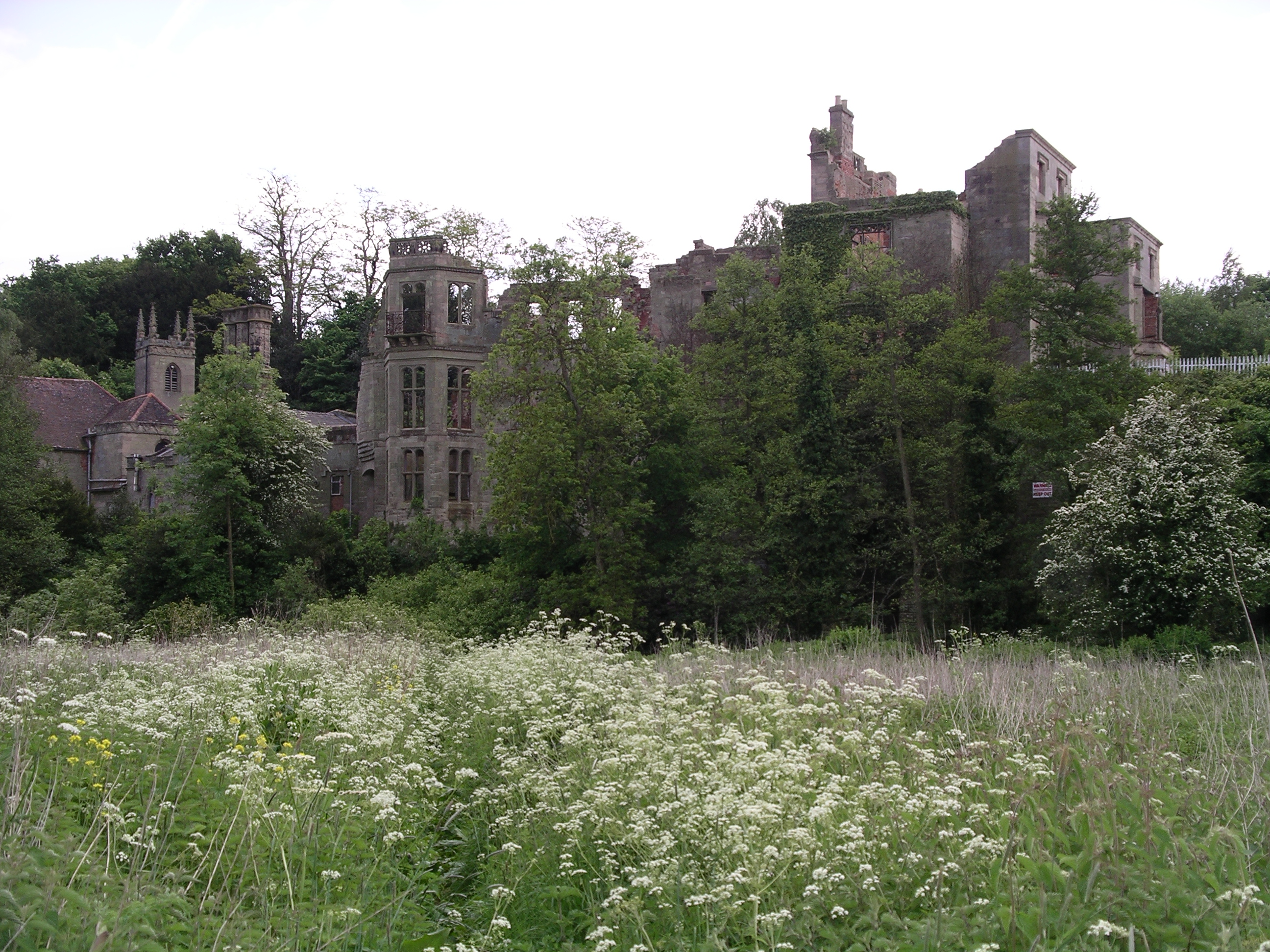

## Liens
- Guys Cliffe House Official Website
- Leek Wootton and Guy's Cliffe civil parish website